# Joel Lehtonen
Joel Lehtonen, född 27 november 1881 i Haukiniemi i Säminge, död 20 november 1934 i Hoplax, var en finländsk författare, översättare och reporter.
Under studietiden vid Nyslotts lyceum var Lehtonen klasskamrat till operasångaren Harald Björkman, med vilken han var god vän under hela livet. Han avlade studentexamen 1901, men fortsatte inte sina studier, utan verkade en tid som tidningsman före debuten 1904.
I sitt författarskap skildrade Lehtonen bygdeproletariatet i Savolax. Den realistiska, detaljrika och pessimistiska skildringen kontrasterar mot de tidigare idealiserade folklivsskildringarna. Romanen Putkinotko hör till den finländska litteraturens klassiker.
Han ligger begraven på Sandudds begravningsplats. En staty över honom, utförd av Wäinö Aaltonen, restes 1953 i Nyslott.

## Verk översatta till svenska
- Putkinotko
  - Ödemarkens barn (översättning Bertel Gripenberg, Bonnier, 1935)
  - Putkinotko: berättelsen om en lat spritlangare och en dum herreman (översättning Nils-Börje Stormbom, Cavefors, 1973)
- Rakastunut rampa
  - Den förälskade krymplingen eller Sakris Kukkelman, en fattig bolsjevik (översättning Nils-Börje Stormbom, Sahlgren, 1993)